# György Ligeti

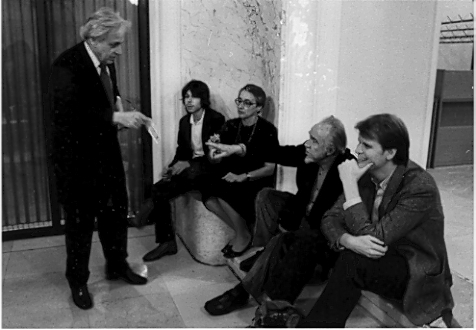
De la stânga la dreapta: György Ligeti, Lukas Ligeti, Vera Ligeti, Conlon Nancarrow și Michael Daugherty în Graz, Austria, 1982

György Sándor Ligeti (n. 28 mai 1923, Diciosânmartin, județul Târnava Mică, azi Târnăveni, județul Mureș – d. 12 iunie 2006, Viena) a fost un compozitor evreu, de naționalitate maghiar și apoi austriac, originar din Transilvania, România. Emigrat după 1945 în Ungaria, Ligeti trăit și activat în Austria, Germania și Ungaria.

## Biografie
După cel de-al Doilea Război Mondial s-a stabilit la Budapesta, de unde a emigrat la Viena în contextul Revoluției Ungare din 1956. În anul 1967 a primit cetățenia austriacă. După ce a trăit o perioadă lungă în Germania (la Berlin și Hamburg), din 1989 și până la momentul morții, a locuit din nou la Viena.
Ligeti este considerat unul dintre marii compozitori de muzică instrumentală ai secolului XX. Este cunoscut și prin colaborarea la realizarea de coloane sonore pentru filmele lui Stanley Kubrick: Odiseea spațială 2001, Strălucirea și Cu ochii larg închiși (en. Eyes Wide Shut).

## Educație, ani timpurii

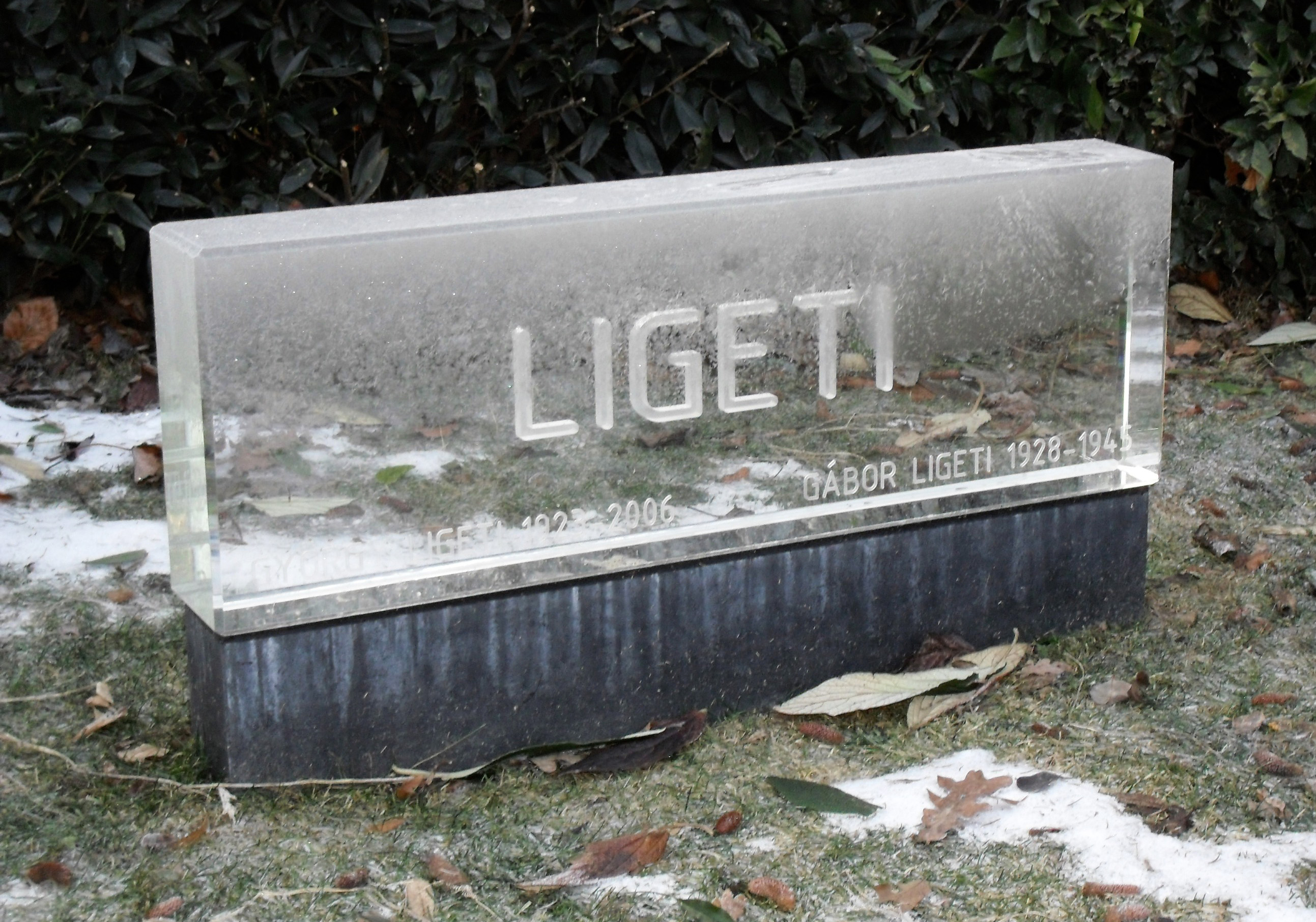
Mormântul compozitorului,
Zentralfriedhof din Viena

A urmat cursurile unui gimnaziu românesc, unde a obținut bacalaureatul în 1941. A vrut apoi să studieze fizica, dar Transilvania de Nord fiind ocupată din 1940 de trupele militare horthyste, nu i s-a permis aceasta fiindcă era evreu. Ligeti a studiat  totuși la Conservatorul din Cluj. Dar în 1943 i s-a interzis și aici să studieze, conform legilor împotriva evreilor. Regimul de tip nazist al lui Horthy l-a trimis la muncă forțată. În același timp, fratele lui de 16 ani, Gabor a fost trimis în lagărul de concentrare din Mauthausen, unde a fost exterminat, iar restul familiei i-a fost deportat la Auschwitz; unicul supraviețuitor al deportării a fost mama sa.
După război, Ligeti și-a continuat studiile la Budapesta. După absolvire, în 1949, a studiat câțiva ani etnologia muzicii folclorice românești, urmând a se întoarce la Budapesta, unde a devenit profesor de armonie, contrapunct și analiză muzicală.
Ligeti a predat în Darmstadt, Hamburg, Stockholm, etc.

## Muzica lui Ligeti
Piesele compuse de Ligeti sunt foarte diverse, de la cele influențate de compatriotul său Béla Bartók până la muzică electronică scrisă alături de Karlheinz Stockhausen.

### Lista principalelor lucrări
- Concert românesc pentru orchestră (1951)
- Six Bagatelles, 1er Quatuor pentru coarde, Métamorphoses nocturnes (1951-1954)
- Volumina pentru orgă (1962)
- Aventures et Nouvelles Aventures (1966)
- Requiem (1963-1965)
- Lux aeterna (1966)
- Lontano, pentru orchestră (1967)
- Continuum pentru clavecin (1968)
- 2e Quatuor (1968)
- Ramifications, Studiul nr. 2 «Coulée» pentru orgă (1969)
- Concerto de cameră (1969)
- Melodien, pentru orchestră de cameră (1971)
- Clocks and Clouds, pentru 12 cântărețe și orchestră (1972)
- Le Grand Macabre, operă (1974-1977)
- Trio pour violon, cor și pian (1982)
- Trois Fantaisies pour cœur, a capella după Hölderlin (1983)
- Concerto pentru pian (1985-1988)

## Premii
- 1986 — Premiul Grawemeyer pentru compoziție muzicală (Études pour piano)
- 1991 — Premiul Balzan
- 1995 — Premiul Schock pentru arta muzicală
- 1995 - 1996 — Premiul Wolf pentru muzică
- 2001 — Premiul Kyoto
- 2004 — Premiul Polar Music

## Moștenire artistică
Partiturile lui Ligeti sunt păstrate de Fundația Paul Sacher din Basel, Elveția.
La Cluj, se organizează bienal, Festivalul Ligeti.
La Budapesta, are loc anual workshopul Kurtág - Ligeti.